# Langues bird's head de l'Est-sentani
Les langues bird's head de l'Est-sentani sont une proposition de famille de langues papoues parlées en Indonésie, dans la péninsule de Doberai, située à l'extrémité occidentale de la Nouvelle-Guinée, dans la province de Papouasie.

## Classification
Malcolm Ross (2005) place sa proposition de langues bird's head de l'Est-sentani dans son hypothèse d'une famille de langues papoues occidentales « étendue » rassemblant les langues papoues occidentales stricto sensu, les langues yawa. Il y inclut le tause, traditionnellement classé dans les langues lakes plain. Haspelmath, Hammarström, Forkel et Bank rejettent cette proposition de papou occidental étendu et maintiennent les différentes langues comme non apparentées.

## Liste des langues
Les langues incluses par Ross dans le groupe bird's head de l'Est-sentani sont :
- langues bird's head de l'Est
- langues sentani
- burmeso
- tause